# 戴夫·戴維斯
大衛·羅素·高登·戴維斯（英語：David Russell Gordon Davies，1947年2月3日—）是英國歌手、詞曲作家與吉他手。他最為人知的身分即為英國搖滾樂團奇想樂團的主音吉他手與背景和聲歌手（有時擔任主唱），其兄雷·戴維斯也是奇想的成員，擔任主唱與節奏吉他手。
2003年，戴維斯在《滾石雜誌》的百大吉他手榜單上排名91名。

## 早年人生

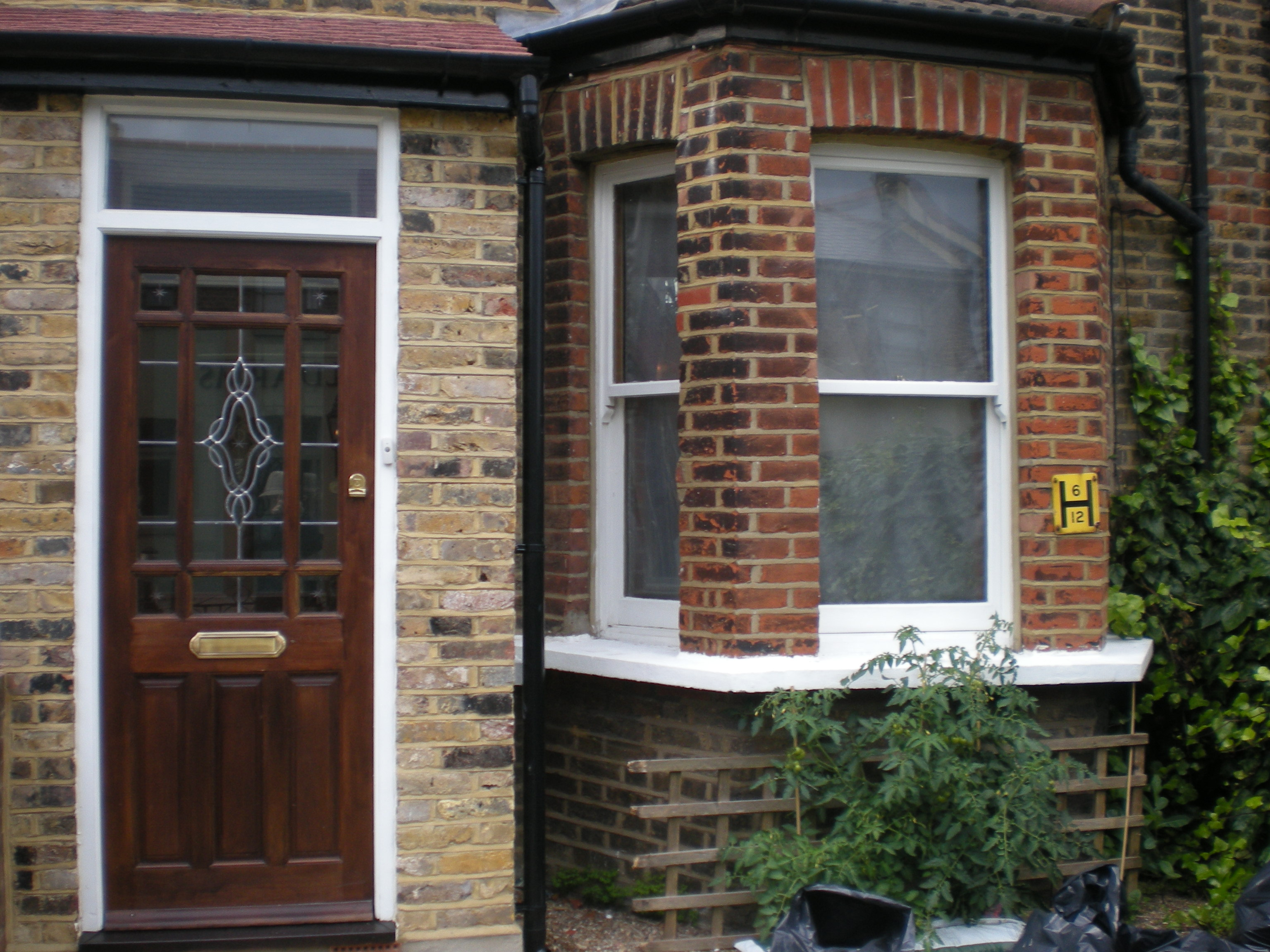
丹麥露台6號，戴夫·戴維斯的出生地。

大衛·羅素·高登·戴維斯出生於北倫敦馬斯韋爾山的丹麥露台6號。他是家中八個孩子的最後一位，包括六個姐姐和一個哥哥（即後來的團友雷）。孩提時代的戴維斯兄弟沉浸於許多不同曲風的音樂中，從他們父母那一代的音樂表演廳，到姐姐們聽過的爵士樂和早期搖滾樂。兩兄弟很早就開始了競爭，彼此互相爭奪父母和姐姐的注意力。
戴維斯兄弟在玩噪音爵士樂中長大，但很快地在買了一把電吉他後開始嘗試搖滾樂。戴維斯兄弟和朋友皮特·克伊夫常在他們家的前室一起玩即興。戴維斯家庭的活動圍繞著這個前廳，在派對最熱鬧的時候，戴維斯的父母會在那裡一起唱歌和彈奏鋼琴。前廳和這些派對在音樂上培養了戴維斯兄弟，後來影響了奇想樂團對傳統英國音樂廳風格的詮釋。雷與戴夫就在前室的鋼琴上創作了他們1964年熱門歌曲〈You Really Got Me〉中著名的雙和弦吉他即興獨奏。

## 事業生涯
戴維斯與皮特·克伊夫一起建立了奇想樂團，他哥哥雷，後來成為樂團最著名的成員和實質的領導者，則是後來才加入。其四重奏的成員架構是到鼓手米克·艾沃瑞加入後才形成的。儘管兩人在1960年代中期一直是室友，戴夫·戴維斯和艾沃瑞曾經一度關係緊張，這也是後者在1980年代中期離開樂團的原因之一。
戴維斯兄弟是樂團唯二的常駐成員（除了艾沃瑞直到他離開）。其貝斯手和鍵盤手經常變化。戴維斯在他的哥哥身上發揮了很大的從屬作用，而他也經常在幕後活動。戴夫在樂團中偶爾會作為主唱和詞曲作者，其中包括〈Party Line〉（歌詞由雷·戴維斯編寫，而這首歌在所屬專輯《Face to Face》的其他再版中也都歸功於雷）、〈Death of a Clown〉和〈Strangers〉等經典歌曲。

### 早期（1963年–1966年）
戴維斯創造了奇想樂團的熱門單曲〈You Really Got Me〉中標誌性的強力和弦破音吉他聲響，他通過使用刮刀削去他Elpico吉他放大器上的的揚聲器紙盆來達到破音效果，然後他又用一個更大的Vox放大器作為「前放大器」。這也是吉他破音第一次出現在主流音樂上，它對許多後來的音樂家產生了重大影響，特別是重金屬音樂和龐克搖滾。
〈You Really Got Me〉是樂團發行的第三張單曲，前兩首單曲未能獲得成功。他們與Pye唱片公司簽訂了三份單曲合同，並需要一首熱門歌曲來獲得其他合同。唱片公司不喜歡這首歌並拒絕支付錄音時間。於是樂團安排了其他財政支持，以削減單曲開銷，結果成為大熱門的〈You Really Got Me〉在英國排行榜上居於第1，在美國則排名第7。
奇想樂團在接下來的兩年內發行了三張專輯和幾張EP。他們還進行了行程繁重的表演和巡迴演出，與雛鳥樂團和米奇·芬恩等人一起參加的巡迴演出，更是導致了樂團內部的緊張。在此期間，一些舞台鬥毆事件也就此爆發。其中最臭名昭著的事件是1965年5月，米克·艾沃瑞和戴夫·戴維斯在威爾斯卡地夫國會大廈劇院中的鬥毆事件。這場事件是在第二首歌〈Beautiful Delilah〉的表演中爆發。因戴維斯侮辱了艾沃瑞並在表演完第一首歌〈You Really Got Me〉之後踢了他的鼓組，艾沃瑞隨後以腳踏鈸把戴維斯打到昏厥，並逃離現場。戴維斯則被送往卡地夫皇家醫院，在那裡縫了16針。艾沃瑞後來聲稱這是樂團成員互扔樂器的新行為的一部分。
在1960年代後期，隨著雷的創作技巧的發展，他開始穩步發展，並開始帶領樂團走向全新的方向。樂團放棄了傳統的節奏藍調/藍調音樂，採用了更懷舊、反思的音樂風格，如〈Autumn Almanac〉、〈Waterloo Sunset〉等歌曲，還有如專輯《Something Else by The Kinks》、《The Kinks Are the Village Green Preservation Society》等。

### 1960年代後期與個人事業
1967年7月，戴維斯發行了他的個人單曲〈Death of a Clown〉，並將創作署名全標為自己（儘管那是自己與哥哥雷·戴維斯合寫的）。在過去，作為奇想樂團的成員，戴夫·戴維斯只在B面和專輯中發行自己的作品。奇想樂團的唱片公司在被忽視的戴維斯個人作品中感受到了銷售潛力，因此以〈Death of a Clown〉作為戴維斯個人生涯的首個作品。雖然歸功於戴維斯，但從技術上來說，它仍是奇想樂團的錄音，因為為他伴奏的樂團就是奇想。
一經發布，〈Death of a Clown〉在英國單曲排行榜上達到第三名。為了從突然圍繞戴維斯的新關注中獲利，他的個人專輯原定在1968年或1969年的某個時候發布。後續單曲〈Susannah's Still Alive〉於1967年11月發行；然而，它只在《Melody Maker》歌曲榜上達到了第20位。個人專輯因此被暫緩發行，並視下一張單曲的情況而定。隨著該專輯的發布預期不斷延後，它被取了《A Hole in the Sock of》的綽號。〈Lincoln County〉被選為下一個單曲，但未能成功。當第四首單曲〈Hold My Hand〉遇到同樣的結果時，戴維斯自己逐漸缺乏興趣，而Pye也決定停止對專輯的任何期望。
而這些原本要出現在戴維斯個人專輯中的曲目，最後由安德魯·桑德佛（Andrew Sandoval）加以彙整入合輯專輯《Hidden Treasures》中。該合輯包含了單曲、奇想樂團多張單曲的B面歌曲、以及部分由戴夫錄製並收錄於奇想樂團專輯中的歌曲。其中〈Do You Wish To Be a Man〉、〈Crying〉和〈Are You Ready〉更是直到此合輯之前都沒有發行過。其中許多曲目曾收錄在1987年發行的《The Album That Never》中，但這張專輯主要包括戴維斯在1967年至1969年間錄製和發行的單曲和B面。
奇想樂團的專輯《The Kinks Are the Village Green Preservation Society》和《Arthur (Or the Decline and Fall of the British Empire)》分別於1968年和1969年發行。儘管他們獲得了一致好評，但是前者未能在國際上獲得成功，並且後者商業成績平平。這些專輯雖然受到評論家和搖滾新聞界的讚揚，卻是商業上的失敗。

### 〈Lola〉、《Muswell Hillbillies》與戲劇年代
在《Arthur》之後，奇想樂團以熱門歌曲〈Lola〉以及伴隨而來的概念專輯《Lola Versus Powerman and the Moneygoround, Part One》捲土重來。戴夫為這張專輯錄製了他自己的兩首歌曲，為原聲歌曲〈Strangers〉和硬式搖滾風格的〈Rats〉。 1971年末，以鄉村搖滾和美國為主題的《Muswell Hillbillies》被發行，並受到評論家的歡迎，但未能強勢推銷。接下來的五張專輯《Everybody's in Show-Biz》、《Preservation Act 1》、《Preservation Act 2》、《The Kinks Present a Soap Opera》和《Schoolboys in Disgrace》雖然融入了戲劇成分，但在評論和商業上卻是大失敗。
奇想樂團在1977年離開了RCA唱片並轉往愛麗斯塔唱片。樂團也在此時放棄了之前他們感興趣的所有額外背景和聲歌手和銅管樂器演奏家，並回歸五人的搖滾樂團編制。他們在愛麗斯塔唱片的首發專輯《Sleepwalker》，為樂團贏回了商業和評論的成功。專輯採用更多的商業和主流製作技術，也因此被評論家稱之為「體育場搖滾」風格的第一張專輯。戴夫後來評論說他很高興回到更多以吉他為主的歌曲，並且他將《Sleepwalker》列為他的最愛之一。另外在下來的專輯《Misfits》中由戴夫所寫並擔任主唱的〈Trust Your Heart〉，因他作曲的認真、主唱一絕的聲音、更不用說其特別強烈的主音吉他聲響，使此歌獲得了較多的撥放量—特別是在大學電台。

### 1980年代與持續前進

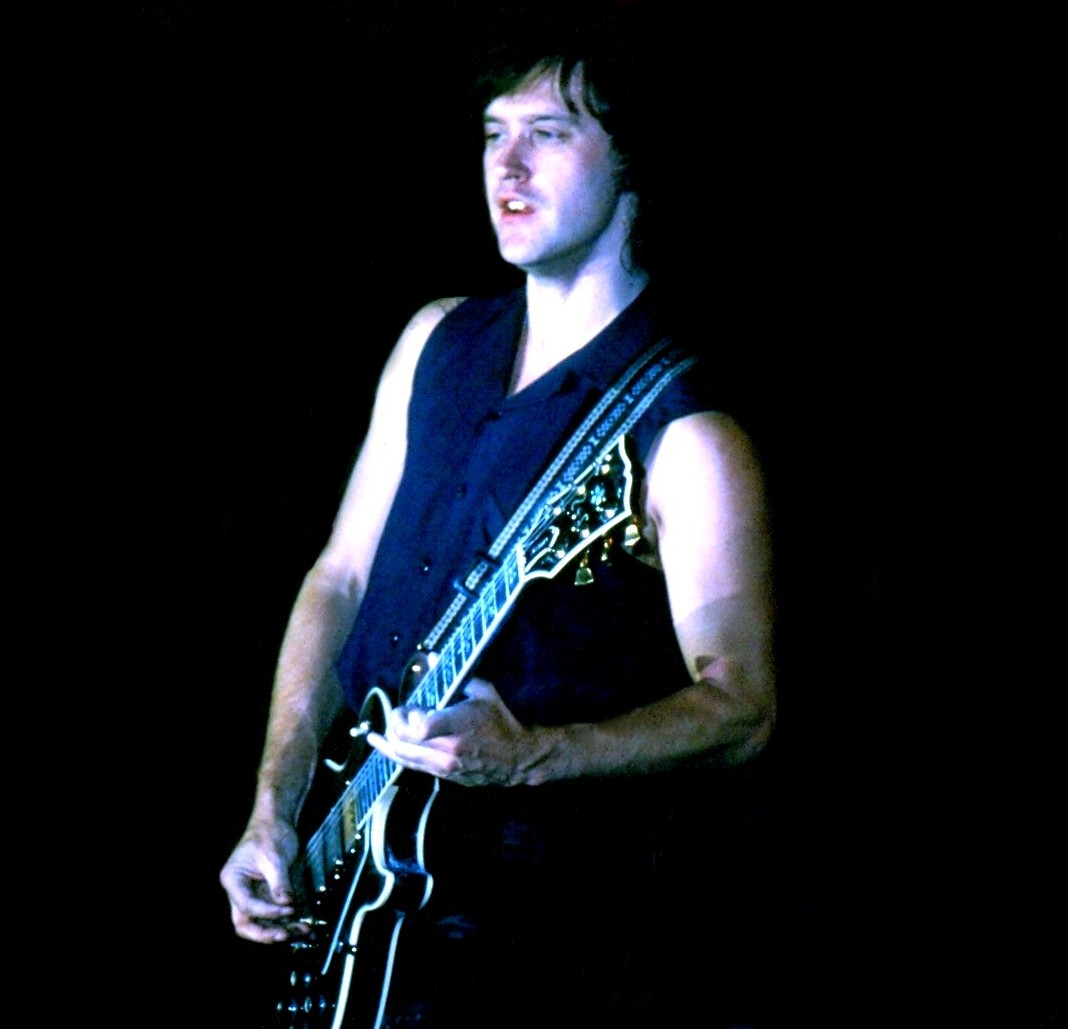
1979年的戴維斯

1980年代初期，樂團達到了商業高峰的同時，也讓戴維斯看到了其成功和失敗的一面。樂團開始調整他們的商業通路，決定利用當時熱門的MTV文化。1982/83年單曲〈Come Dancing〉的音樂錄影帶使這首歌在英國排行榜上排行第12名以及美國排行榜第6位，這是自1965年〈Tired of Waiting for You〉以來最熱門的歌曲。
奇想樂團的受歡迎程度在1985年下滑，很快他們的作品在各榜單上消失了。奇想樂團在愛麗斯塔唱片的最後一張專輯《Word of Mouth》發行之後，米克·艾沃瑞決定退團，原因是他與戴夫·戴維斯之間的敵意越來越大。艾沃瑞的位置則由鮑伯·亨利特取代。在雷·戴維斯的邀請下，艾沃瑞同意管理康克唱片並擔任製作人，偶爾會在後來的奇想樂團專輯中出現。
樂團在1985年末轉往MCA唱片（美國發行方面）和倫敦唱片（英國發行方面），並開始錄製下一張專輯《Think Visual》。專輯於1986年發布，但在《告示牌》排行榜上僅達到第81位。評論者對它反映平平，且沒有獲得重要的播出機會。
樂團為MCA錄製了幾張唱片，而他們在MCA最後的錄音室作品是1989年的《UK Jive》。《UK Jive》收到的成績略好於《Think Visual》，但未能進入前100名專輯榜中。戴夫·戴維斯的〈Dear Margaret〉收錄在此專輯的黑膠唱片版，磁帶版和CD光碟版則多收錄了另兩首戴夫·戴維斯的歌曲，〈Bright Lights〉和〈Perfect Strangers〉。
樂團離開了MCA唱片，並努力尋找下一個可以接受它們的唱片公司。雖然所有四名創團成員都於1990年入選搖滾名人堂，但這未能重振他們的職業生涯。最終，奇想樂團簽約哥倫比亞唱片，他們於1993年4月13日發行了最後的錄音室專輯《Phobia》。儘管有宣傳和媒體關注，但此專輯並未成功，其最高名次在第166位，單曲部分也同樣慘烈。戴夫·戴維斯為《Phobia》寫了〈It's Alright (Don't Think About It)〉和〈Close to the Wire〉。
哥倫比亞唱片於1994年放棄了樂團，迫使他們退回到舊的康克唱片。樂團於1994年透過小型獨立唱片公司Grapevine發行了現場專輯《To The Bone》。
奇想樂團在1996年的錄音和巡迴演出中休息了一段時間。雷與戴夫於2015年12月18日在倫敦伊斯靈頓議會大堂的舞台上重聚表演〈You Really Got Me〉。《滾石雜誌》稱他們的表演「激動人心」。

#### 個人生涯再起，1980年代–現今
在單獨努力失敗之後，戴維斯的獨唱生涯直到1980年隨著《Dave Davies (AFL1-3603)》的發行才復活，而戴維斯在這張專輯中演奏了所有樂器。這張以自己的序列號命名的專輯在告示牌二百大專輯榜上排名第42位。他接著發布了《Glamour》（1981年），其在該榜上排名152，戴維斯在此專輯中組了一支伴奏樂隊與他一起演奏。《Chosen People》於1983年發行，但未能進入告示牌二百大專輯榜上。
戴維斯於2002年發行了他二十年來第一張真正意義上的個人錄音室專輯《Bug》。緊接著《Fractured Mindz》在2007年1月發行，這是他在五年後的第一張全原創專輯。這也是他自2004年夏天中風後第一次新的錄音室作品，除了其中的歌曲〈God in my Brain〉（2006年1月錄製並在合輯專輯《Kinked》上發行）。
2010年，戴夫·戴維斯與兒子羅素·戴維斯（Russell Davies）組成的製作團隊The Aschere Project錄製了《Two Worlds》，兩人均編寫、製作並錄製了所有曲目。.關於這張專輯的音樂類型，戴夫表示「它是搖滾，有點古典和電子音樂的混合體。」2010年2月，戴維斯發布了由他的另一個兒子拍攝的自傳DVD，名為《Mystical Journey》。根據醫生的建議，他計劃在美國巡迴演出支持此發行。2013年2月，戴維斯宣布將於2013年6月4日發行他的第六張錄音室專輯《I Will Be Me》。戴維斯對美國進行了短暫的巡演，以推廣這張專輯。戴夫·戴維斯於2014年2月在十三年間首次舉辦英國演出。2014年10月，為了慶祝奇想樂團成立50週年，戴維斯的新專輯《Rippin' Up Time》在此時發行，裡面收錄了許多回顧樂團始末的新曲目。戴維斯出現在吉米A咖今夜秀中來推廣此專輯，而這一集也是2014年評價最高的今夜秀。
2015年，戴夫·戴維斯的個人專輯《Rippin Up New York City》由紅河娛樂（Red River Entertainment）發行。他於10月和11月開始在美國推廣這張專輯。12月18日，戴夫在倫敦伊斯靈頓議會大堂的表演上與哥哥雷一起登台演出〈You Really Got Me〉。這是近20年來兄弟倆第一次出現並一起表演。其他演出成員包括第二吉他手喬納森·李（Jonathan Lea）、貝斯手湯姆·柯里爾（Tom Currier）、貝斯手湯姆·克瑞爾（Tom Currier）、鼓手丹尼斯·迪肯（Dennis Diken）以及伴唱歌手黛比·多斯（Debi Doss）和雷貝卡·威爾森（Rebecca Wilson）。
直到2018年，戴夫·戴維斯仍繼續在美國巡迴演出。

## 著名樂器

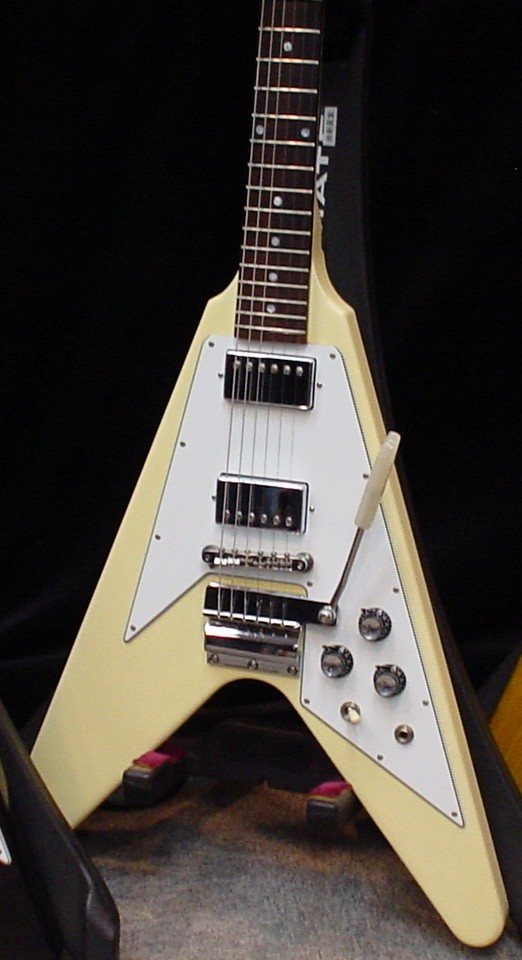
一把Gibson Flying V

戴維斯使用過許多吉他，其中最著名的就是他的Gibson Flying V。戴維斯在1965年買下它，並很快開始使用在現場和電視上的演出。戴維斯是當時少數彈奏Flying V的吉他手之一。在那個時期，由於Flying V在1958年的測試版本出現問題而乏人問津，但在像朗尼·麥克、吉米·亨德里克斯、艾爾伯特·金和戴維斯自己這樣的吉他手的使用之下激起了人們對其的興趣，使它最終將成為重金屬時代的標誌性吉他之一。
戴維斯提到他的Flying V：
「我過去常常使用蓋德訂製的吉他，結果我在64年還是65年的第一次美國巡演中丟失了。……我必須趕快找到替代品。我去了一家吉他商店，他們沒有我喜歡的東西。然後我看到這個積塵已久的舊吉他盒，我說：『那裡面有什麼東西？』他說：『哦，那只是一把愚蠢的老吉他而已。』他把它拿出來然後我用大約60美元買了它。」
戴維斯在他的職業生涯中也使用過其他吉他。他已經使用過幾款Gibson Les Paul，其中包括帶有P90拾音器的黑色1978年金色貼面款（Goldtop）。在他的網站上，他列出了以下他使用過的吉他：
- Gibson Les Paul - 標準款（Standard）、訂製款（Custom）、豪華款（Deluxe）、工匠款（Artisan）和金色貼面款
- Fender Elite Telecaster
- Fender American Standard Telecaster
- 日曬色系的1963年款Fender Telecaster（由雷擁有，在1967年-1969年被戴夫用為主吉他）
- 1965年款Fender Stratocaster
- Gibson Flying V（英语：Gibson Flying V）
- Gibson L5-S
- Gibson L6-S
- Guild F-512 NT 12-string acoustic
- Harmony Meteor[28]

## 個人生活和健康狀況
戴維斯在被抓到與女友蘇·希恩（Sue Sheehan）在漢普斯特德荒野發生性關係後，於十五歲時被退學處分。此後不久，在希恩發現她懷孕後，他們兩被各自的家庭分開。與希恩的關係對戴維斯產生了深遠的影響，戴維斯寫了很多關於他們分離的歌曲，包括〈Funny Face〉、〈Suzannah's Still Alive〉和〈Mindless Child of Motherhood〉。1967年，戴維斯娶了利貝特（Lisbet，皮特·克伊夫第一任妻子的堂親）並於1990年離婚。從那次婚姻中，戴維斯有四個兒子：馬丁（Martin）、賽門（Simon）、克里斯蒂安（Christian）和羅素。他另與南西·艾文斯（Nancy Evans）生有三個孩子：丹尼爾（Daniel）、拉娜（Lana）和艾迪（Eddie）。戴夫在90年代後期與蘇·希恩短暫地重聚。
戴維斯於1996年出版了自傳《Kink》，其中他提到自己在1960年代後期曾有過短暫的雙性戀傾向，其中包括與約翰·巴德里和音樂製作人麥可·艾爾德里德的短暫關係。他還寫了在奇想樂團的日子裡與團員們緊張的職業關係。
2004年6月30日，戴維斯在宣傳專輯《Bug》時，他在BBC廣播大樓的電梯中中風，之後被送往尤斯頓的大學醫院，同年8月27日出院。
「我的右半身突然僵住，而且我沒辦法移動我的手或腿，僅管我沒有昏過去，但我無法說話。幸好我兒子克里斯蒂安和公關人員都在那裡，所以他們把我帶到外面叫救護車。」——戴夫·戴維斯，《每日郵報》，2006年10月10日的採訪
到2006年，戴維斯已經恢復到足以能夠走路、說話和彈吉他。
2013年9月，滾石雜誌撰寫了關於戴維斯和他的女友雷貝卡·G·威爾森（Rebecca G. Wilson）的文章。她在戴維斯的歌曲〈Front Room〉、〈King of Karaoke〉擔任背景和聲，自2014年起，威爾森開始擔任戴夫的伴唱歌手。

## 作品列表

### 單曲
| 發行時間  | 歌名                     | 榜上名次       | 榜上名次             | 榜上名次 | 榜上名次 | 榜上名次 | 榜上名次 | 榜上名次 | 榜上名次 | 榜上名次 | 榜上名次 |
| 發行時間  | 歌名                     | 英國單曲排行榜 | 美國告示牌百強單曲榜 | 澳洲     | 比利時   | 加拿大   | 德國     | 荷蘭     | 紐西蘭   | 瑞典     | 挪威     |
| --------- | ------------------------ | -------------- | -------------------- | -------- | -------- | -------- | -------- | -------- | -------- | -------- | -------- |
| 1967年    | "Death of a Clown"       | 3              |                      | 31       | 5        |          | 3        | 2        | 10       |          | 7        |
| 1968年1月 | "Susannah's Still Alive" | 20             |                      |          | 18       |          | 27       | 10       |          | 18       | 3        |
| 1968年7月 | "Lincoln County"         |                |                      |          |          |          |          | 15       |          |          |          |
| 1969年1月 | "Hold My Hand"           |                |                      |          |          |          |          |          |          |          |          |

### 個人專輯
- 《Dave Davies (AFL1-3603)》（1980年）
- 《Glamour》（1981年）
- 《Chosen People》（1983年）
- 《Bug（英语：Bug (Dave Davies album)）》（2002年）
- 《Fractured Mindz》（2007年）
- 《I Will Be Me（英语：I Will Be Me）》（2013年）
- 《Rippin' Up Time》（2014年）

### 樣本錄音作品
- 《Fortis Green》（1999年）
- 《Fragile》（2001年）

### 現場與合輯專輯
- 《The Album That Never Was（英语：A Hole in the Sock of (Dave Davies)#The Album That Never Was）》（1987年）
- 《Unfinished Business》（1999年）
- 《Solo Live - Live Solo Performance at Marian College》（2000年）
- 《Rock Bottom - Live At The Bottom Line》（2000年）
- 《Bugged... Live!》（2002年）
- 《Transformation - Live at The Alex Theatre》（2003年由Meta Media發行）
- 《Transformation - Live at The Alex Theatre》（2005年由Angel Air（英语：Angel Air Records）發行）
- 《Kinked》（2006年由科赫唱片（英语：Entertainment One Music）發行）
- 《Belly Up》（2008年） - 1997年4月29日在聖地亞哥的Belly Up俱樂部現場錄製，這是戴維斯首次在美國進行的主要個人巡演。
- 《Hidden Treasures（英语：A Hole in the Sock of (Dave Davies)#Hidden Treasures）》（2011年）
- 《Rippin' Up New York City - Live At The Winery NYC》（2015年）

### 合作作品
- 《戰慄黑洞原聲帶（英语：In the Mouth of Madness (soundtrack)）》，在曲目1中擔任主音吉他（1995年）
- 《準午前十時原聲帶（英语：Village of the Damned (soundtrack)）》（1995年）

## 外部鏈結
- 官方網站 （页面存档备份，存于）
- Davies' 1964 The Kinks Guitar Rig （页面存档备份，存于）. GuitarGeek.com